# Edward Seymour, 4. Baronet

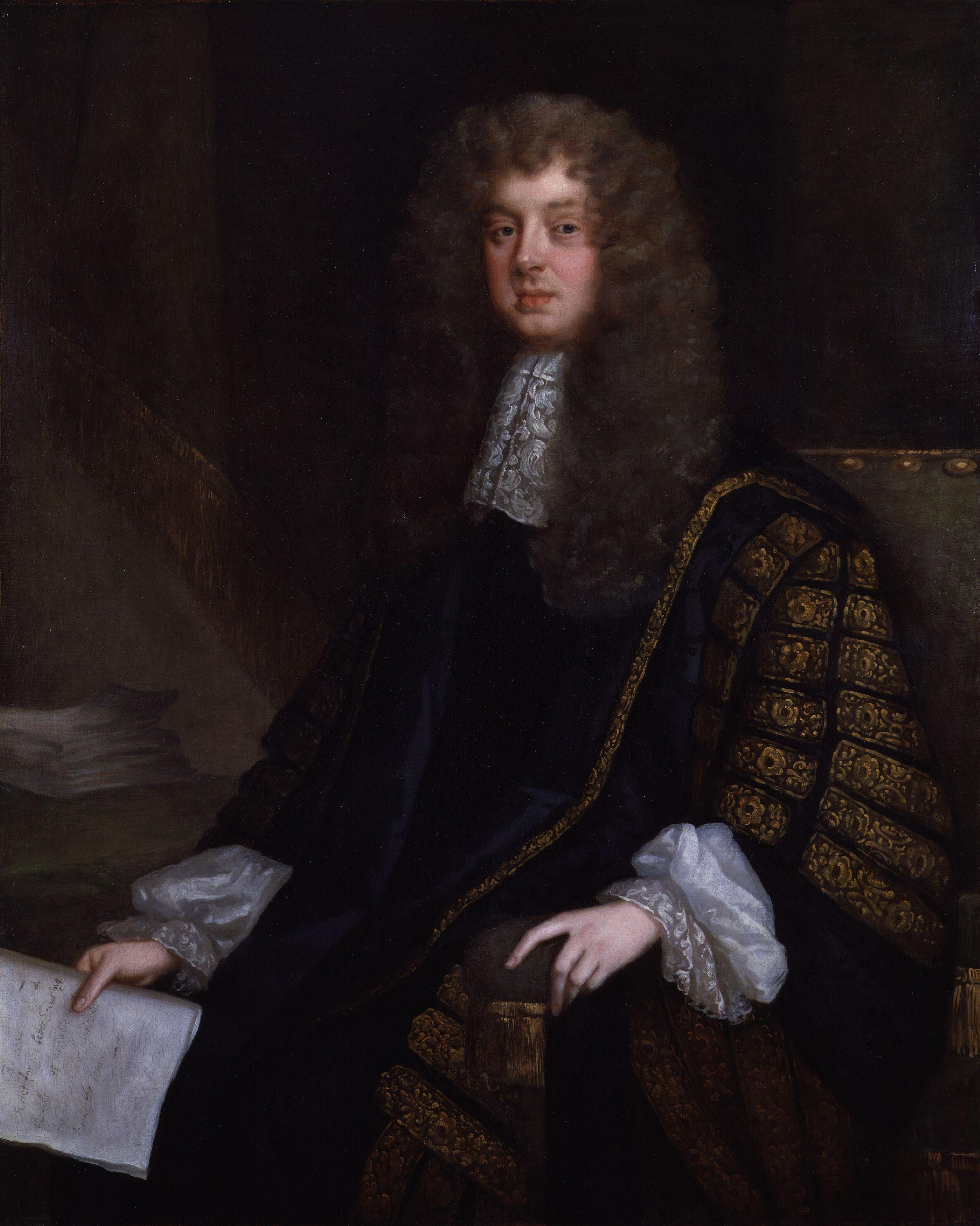
Sir Edward Seymour, 4. Baronet

Sir Edward Seymour, 4. Baronet (* 1633; † 17. Februar 1708) war ein englischer Politiker. Er war lange Zeit Speaker des englischen Unterhauses.

## Leben
Er wurde als ältester Sohn von Sir Edward Seymour, 3. Baronet, und seiner Gattin Anne Portman auf Berry Pomeroy Castle geboren. Beim Tod seines Vaters erbte er 1688 dessen Titel Baronet, of Berry Pomeroy in the County of Devon.
Edward Seymour wurde 1661 als Abgeordneter für das Borough Hindon in Wiltshire ins englische House of Commons gewählt. Bis 1678 war er Abgeordneter für Hindon, 1679 bis 1681 und 1695 bis 1698 für Totnes und 1685 bis 1695 sowie 1698 bis 1708 für Exeter. Sein Einfluss bei Hof und sein politisches Talent sicherten ihm eine einflussreiche Position im Unterhaus. Er erhielt den lukrativen Posten des Treasurer of the Navy und 1667 betrieb er die Amtsenthebung von Edward Hyde, 1. Earl of Clarendon, die er vor das House of Lords brachte.
1672 wurde er zum Speaker gewählt. Er bekleidete dieses Amt mit Auszeichnung bis 1679. Zwar war er einstimmig wiedergewählt worden, aber der König weigerte sich die Wahl der Abgeordneten zu bestätigen.
Nach der Thronbesteigung König Jakobs II. stellte er sich mutig der Willkür der Krone entgegen und schlug sich während der Revolution auf die Seite des Prinzen von Oranien. 1691 wurde er Lord des Schatzamtes, verlor das Amt aber drei Jahre später und beteiligte sich aktiv an der Opposition der Tories gegen König Wilhelms Whig-Regierung. In späteren Jahren stand er den Ministern Königin Annes nicht weniger feindlich gegenüber, verlor aber durch den Aufstieg Marlboroughs seinen ganzen Einfluss.
Seymour, der 1708 starb, war nicht weniger hochmütig als sein Verwandter Charles Seymour, 6. Duke of Somerset, aber er wird als fähigster Mann seiner Partei beschrieben, der erste Speaker, der kein Jurist war, mutig und von wachem Geist.

## Ehen und Nachkommen
Sir Edward Seymour war zweimal verheiratet. In erster Ehe heiratete er im September 1661 Margaret Wale (1640–1674), Tochter von Sir William Wale. Mit ihr hatte er zwei Söhne:
- Sir Edward Seymour, 5. Baronet (1663–1741), sein Erbe;
- William Seymour († 1728), Lieutenant-General der British Army.

1674 heiratete er in zweiter Ehe Letitia Popham, Tochter des Generals und Unterhausabgeordneten Alexander Popham, Gutsherr von Littlecote in Wiltshire. Mit ihr hatte er sieben Kinder:
- Popham Seymour-Conway (1675–1699), erbte 1683 die Güter des Cousins seiner Mutter, Edward Conway, 1. Earl of Conway;
- Francis Seymour-Conway, 1. Baron Conway (1679–1732), beerbte 1699 seinen Bruder Popham;
- Charles Seymour, Gutsherr von Staston in Dorset;
- Henry Seymour;
- Alexander Seymour († 1731);
- John Seymour († jung);
- Anne Seymour († 1752), ⚭ 1708 William Berkeley.